# 수안보로
수안보로(Suanbo-ro)
는 충청북도 충주시 수안보면 월악교차로에서 충주시 수안보면을 도로이다.

## 주요 경유지
충청북도
- 충주시 (수안보면)

## 노선 경로
| 이름            | 접속 노선               | 소재지 | 소재지   | 비고                 |
| --------------- | ----------------------- | ------ | -------- | -------------------- |
| 월악 교차로     | 국도 제3호선 (중원대로) | 충주시 | 수안보면 |                      |
| 대안보교        |                         | 충주시 | 수안보면 |                      |
| 안보삼거리      | 미륵송계로              | 충주시 | 수안보면 | 지방도 제505호선구간 |
| 수안보교 교차로 | 온천중앙길 동진이1길    | 충주시 | 수안보면 | 지방도 제505호선구간 |
| 스키장삼거리    | 온천천변길              | 충주시 | 수안보면 | 지방도 제505호선구간 |
| (이름없음)      | 국도 제3호선 (중원대로) | 충주시 | 수안보면 |                      |